# Gisela Hahn
Gisela Hahn, född 13 maj 1943, är en tysk skådespelerska.

## Filmografi i urval
- 1970 – Dom kallar mej Trinity - djävulens högra hand
- 1972 – César och Rosalie
- 1973 – Emil och griseknoen
- 1980 – Contamination
- 1980 – Palermo eller Wolfsburg
- 1982 – Banana Joe